# セント・ヘレンズRFC
セント・ヘレンズR.F.C.（St Helens R.F.C.）は、イングランド、セント・ヘレンズのプロラグビーリーグクラブである。ヨーロッパにおけるラグビーリーグの最上位リーグであるスーパーリーグでプレーしている。1873年創設。
北部ラグビーフットボール連合（NRFU）の22の創設クラブの1つであり、これまでの14回のリーグ優勝を果たしている。チャレンジカップの優勝回数は歴代3位の12回で、決勝には21回進出した。スーパーリーグの創設メンバーであり、1996年のリーグ開始以来1度も降格していない4チームの1つである。
1961年から、クラブのホームカラーは白で、ジャージには赤いVの字が描かれている。ホームスタジアムはトータリー・ウィキッド・スタジアム。2012年にノーズリー・ロードから移転した。

## マスコット

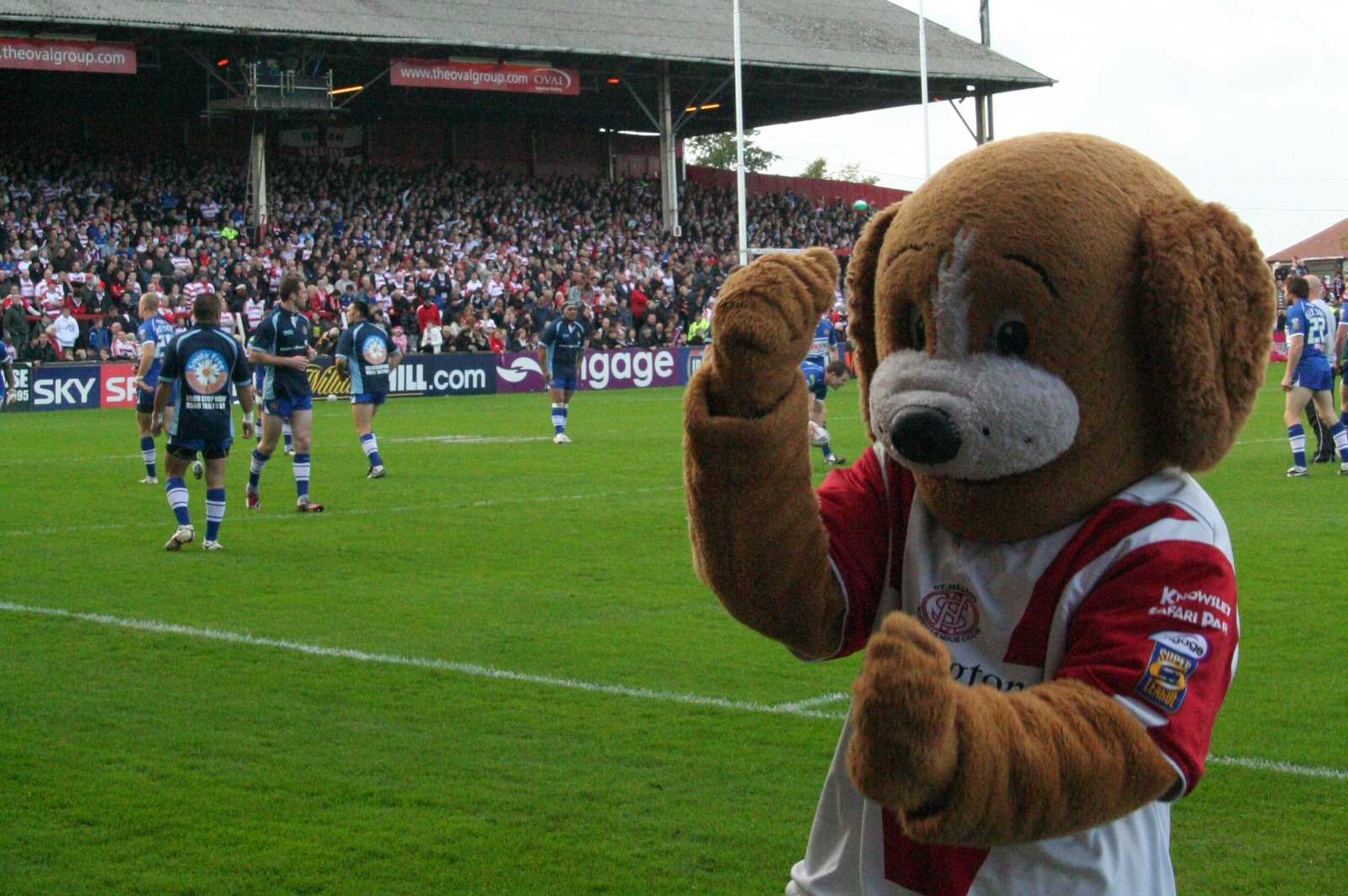
ウィガンとのダービー戦の前のBoots（2009年）

スーパーリーグ時代に入って、参加チームは（大抵ホームタウンの名称と頭韻を踏んだ）マスコットと愛称を採用してきた。当初セント・ヘレンズのマスコットはセント・バーナード犬のバーナードとバーナデットだった。マスコット達はフィールド上でのユーモラスな悪ふざけで結婚したカップルの何かを描写した。しかしながら、2009年、マスコットがブーツ（Boots）とバーナードに変更された。これらはそれぞれ幸せおよび怒っている雄のキャラクターである。バーナードはブーツほどは多く登場しない。ブーツはクラブのためにより子どもに優しい印象であるのに対して、バーナードはクラブのマスコットの役割の「真剣さ」を保っている。

## タイトル

### 主要タイトル
| 大会                         | 優勝回数 | 優勝年                                                                                                  |
| ---------------------------- | -------- | --- |
| ディビジョン1/スーパーリーグ | 14       | 1931–32, 1952–53, 1958–59, 1965–66, 1969–70, 1970–71, 1974–75, 1996, 1999, 2000, 2002, 2006, 2014, 2019 |
| チャレンジカップ             | 12       | 1955–56, 1960–61, 1965–66, 1971–72, 1975–76, 1996, 1997, 2001, 2004, 2006, 2007, 2008                   |
| ワールドクラブチャレンジ     | 2        | 2001, 2007                                                                                              |

### その他のタイトル
| 大会                    | 優勝回数 | 優勝年                                                                                            |
| ----------------------- | -------- | ------------------------------------------------------------------------------------------------- |
| リーグ・リーダーズ      | 8        | 2002, 2005, 2006, 2007, 2008, 2014, 2018, 2019                                                    |
| プレミアシップ          | 4        | 1975–76, 1976–77, 1984–85, 1992–93                                                                |
| リーグカップ            | 1        | 1987–88                                                                                           |
| BBC2 Floodlitトロフィー | 2        | 1971–72, 1975–76                                                                                  |
| RFLランカシャーリーグ   | 9        | 1929–30, 1931–32, 1952–53, 1959–60, 1963–64, 1964–65, 1965–66, 1966–67, 1968–69                   |
| RFLランカシャーカップ   | 11       | 1926–27, 1953–54, 1960–61, 1961–62, 1962–63, 1963–64, 1964–65, 1967–68, 1968–69, 1984–85, 1991–92 |
| チャリティー・シールド  | 1        | 1992–93                                                                                           |